# Ichneumon moosae
Ichneumon moosae is een vliesvleugelig insect (orde Hymenoptera) uit de familie van de gewone sluipwespen (Ichneumonidae). De wetenschappelijke naam van de soort werd in 2016 door Rebecca Kittel gepubliceerd als nomen novum voor Ichneumon vicinus Cresson, 1864, een naam die al in gebruik was als Ichneumon vicinus Cuvier, 1833.
De naam gedenkt Maria Gugelberg von Moos (1836–1918), een Zwitsers plantkundige.